# Station Rochdale
Rochdale is een spoorwegstation van National Rail in Rochdale, Rochdale in Engeland. Het station is eigendom van Network Rail en wordt beheerd door Northern Rail en Manchester Metrolink. 